# Ladowicze
Ladowicze (biał. Лядавічы, Ladawiczy; ros. Лядовичи, Ladowiczi) – wieś na Białorusi, w obwodzie brzeskim, w rejonie janowskim, w sielsowiecie Opol.

## Historia
W XIX i w początkach XX w. położone były w Rosji, w guberni grodzieńskiej, w powiecie kobryńskim, w gminie Opol, której zarząd mieścił się w Ladowiczach.
W dwudziestoleciu międzywojennym leżały w Polsce, w województwie poleskim, w powiecie drohickim, w gminie Bezdzież. W 1921 wieś liczyła 952 mieszkańców, zamieszkałych w 183 budynkach, w tym 863 Rusinów, 75 Żydów, 8 Polaków, 3 Białorusinów i 3 tutejszych. 870 mieszkańców było wyznania prawosławnego, 75 mojżeszowego i 7 rzymskokatolickiego.
Po II wojnie światowej w granicach Związku Sowieckiego. Od 1991 w niepodległej Białorusi.

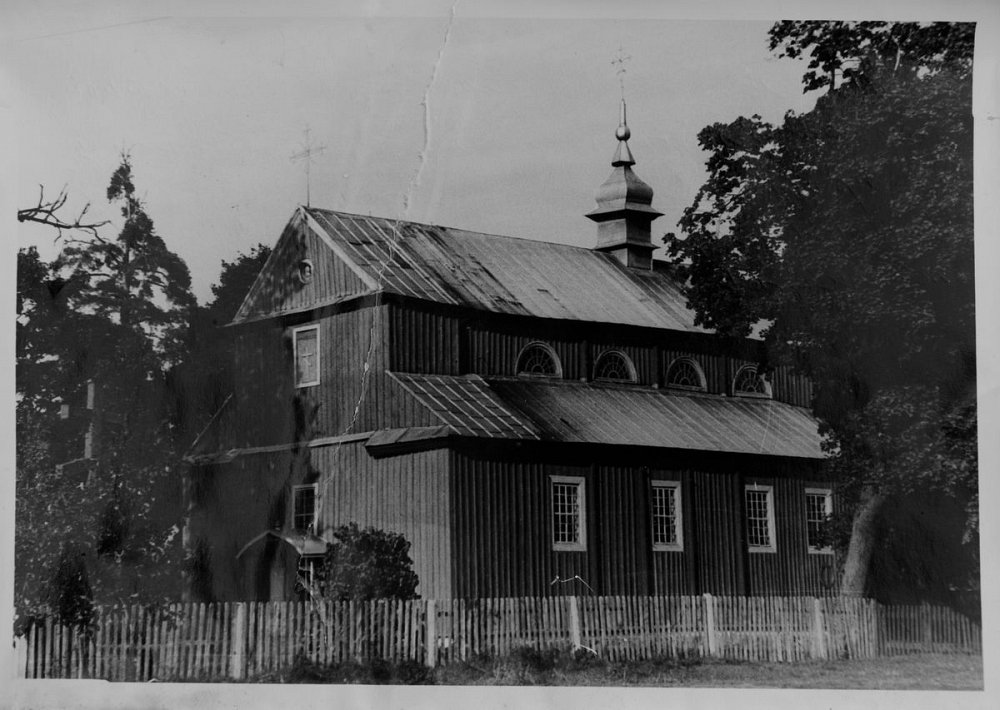
cerkiew na pocz. XX w.
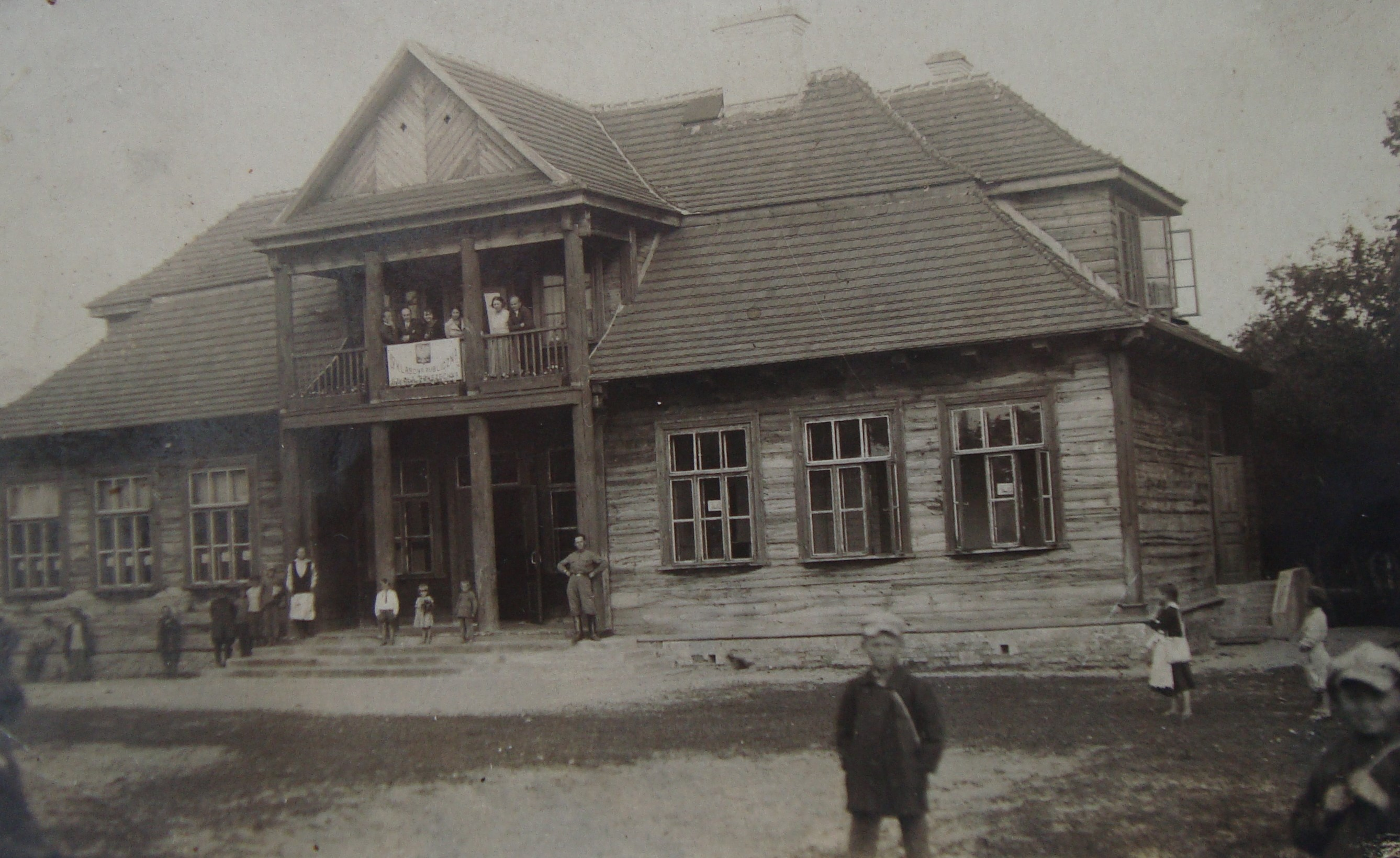
Szkoła w Ladowiczach w II Rzeczypospolitej